# Five Years
Pistes de The Rise and Fall of Ziggy Stardust and the Spiders from Mars
Soul Love
(2)
Five Years est une chanson écrite par David Bowie, enregistrée le 15 novembre 1971 au Trident Studios (Londres), et diffusée en 1972. Il s'agit du premier titre de l'album The Rise and Fall of Ziggy Stardust and the Spiders from Mars.
La chanson parle d'une Terre condamnée à la destruction dans cinq ans, et des conséquences de la connaissance de cette fin à venir. Selon des rumeurs, Bowie aurait choisi ce délai de cinq ans à la suite d'un rêve, où son père décédé lui disait qu'il ne devrait plus jamais voler et mourrait dans cinq ans.
AllMusic décrit cette chanson comme « facilement l'une des plus belles ouvertures d'album jamais enregistrée ».

## Versions live
- David Bowie a interprété la chanson lors du show de la BBC Sounds of the Seventies: Bob Harris le 18 janvier 1972. Diffusé le 7 février 1972, ce live apparaît sur l'album Bowie at the Beeb, sorti en 2000.
- Bowie l'a également joué sur l'émission anglaise Old Grey Whistle Test le 8 février 1972. Cette performance, diffusée à la télévision plus tard le même jour, est présente sur le DVD Best of Bowie.
- Une version enregistrée à l'auditorium civil de Santa Monica en 1972, qu'on peut écouter dans l'album Santa Monica '72.
- Un medley live où Five years est mêlée à Life on Mars? est présente sur l'album Live Nassau Coliseum '76 fut enregistré dans la ville éponyme en 1976.
- Pendant son Reality tour en 2003, Bowie interprète la chanson, et une version enregistrée en novembre de la même année figure sur le DVD de la tournée.
- Le morceau est joué par Bowie en compagnie d'Arcade Fire en 2005 à New York, lors du Fashion Rocks concert. Le groupe et Bowie y ont également interprété Life on Mars? et Wake Up d'Arcade Fire.

## Autres sorties
- Les compilations The best of David Bowie (Japon) et Starman (Russie).

## Reprises
- Jeanne Added - Wiebo (2015)
- Aslan - CD Single (1998)
- Cyclefly - Blockbuster: A Glitter Glam Rock Experience (2000)
- Endless - The Dark Side Of David Bowie: A Tribute To David Bowie (1997)
- Fish - Songs from the Mirror (1993)
- Seu Jorge - The Life Aquatic Studio Sessions (2005)
- Marian Gold - (United) (1999)
- Low Max - Enregistrement en live
- Brian Molko - Émission Trafic.musique (2004)
- Duran Duran - Début janvier 2021, à l'occasion du cinquième anniversaire de la mort de David Bowie.
- Léonie Pernet - Dans le cadre de son spectacle Léonie Stardust, notamment joué au Printemps de Bourges 2023 et au Théâtre de la Ville le 29 janvier 2024